# Innocenz Tallavania

Innocenz Tallavania

Innocenz Tallavania (* 5. Mai 1868 in Linz; † 2. Februar 1934 ebenda) war ein österreichischer Obermagistratsrat und Autor von Theaterstücken.

## Leben
Innocenz Tallavania absolvierte ein Studium in Wien. Ab 1892 widmete er sich der juristischen Laufbahn bei der Finanzlandesdirektion und dem Magistrat der Stadt Linz. Er leitete 12 Jahre lang das dortige Polizeiamt. Innocenz Tallavania heiratete am 12. September 1895 Johanna Krackowizer (* 8. März 1871 in Linz; † 1959 in Linz), die eine Tochter Ferdinand Krackowizers war.
Durch viele Bearbeitungen von Stücken für Kindertheater/Papiertheater ist er unter dem Namen Inno Tallavania bekannt geworden. Er betätigte sich auch als Komponist und komponierte 40 Salonstücke für Piano.
1912 veröffentlichte Tallavania ein Buch über das Stiftungswesen der Stadt Linz.

## Bearbeitungen von Stücken für Papiertheater
Der Verlag J.F.Schreiber in Esslingen veröffentlichte in den Jahren 1897 bis 1914 folgende Texte:
| - Die Jungfrau von Orleans - Der Müller und sein Kind - Der Alpenkönig und der Menschenfeind - Preziosa - Wallenstein - Rosa von Tannenburg - Im weißen Rößl | - Das Käthchen von Heilbronn - Der Waffenschmied von Worms - Undine - Tannhäuser - Der gestiefelte Kater - Götz von Berlichingen | - Lichtenstein - Der gehörnte Siegfried - Der fliegende Holländer - Hans Sachs - Der kleine Däumeling - Der Froschkönig |

Neben diesen beim Schreiber-Verlag veröffentlichten Texten befinden sich im Stadtmuseum Wels die handschriftlichen Originalmanuskripte zu folgenden 31 Stücken, die oft den Zusatz tragen „für das Kindertheater bearbeitet“ oder „für das Figurentheater bearbeitet“:
| - Blondelfchen - Das Mädchen aus der Feenwelt - Der Ring des Gnomenkönigs - Narzisse die Blumenfee - Moisasurs Zauberfluch - Der Diamant des Geisterkönigs - Wie Klein-Else das Christkind - Prinzessin Hirschkuh | - Der Templer und die Jüdin - Das Fischermädchen von Blankenstein - Ludwig der Bayer - List gegen Gewalt - Die Teufelsmühle am Wienerberg - König Ottokar’s Glück und Ende - Blaubart - Der Prophet | - Die Ahnfrau - Der Troubadour - Romeo und Julie - Cabale und Liebe - Norma - Faust - Aida - Die Seherin von Venedig | - Der Landfrieden - Hans Heiling, der Erdgeistfürst - Abellino - Die Spinnerin am Kreuz - Der Reisekamerad - Der Kaufmann von Venedig - Goldteufelchen - Kunz von Kaufung |